# Match interligue

Logo des matchs interligues

Un match interligue est une rencontre de saison régulière de la Ligue majeure de baseball opposant des formations de la Ligue américaine et de la Ligue nationale. Traditionnellement, les équipes de ces deux ligues ne s'affrontaient qu'à l'occasion des matchs de préparation de l'entraînement de printemps ou des séries mondiales. À partir de 1997, des matchs de saison régulière opposent les membres des deux ligues. La première rencontre de ce type s'est tenue le 12 juin 1997 entre les Rangers du Texas et les Giants de San Francisco dans la banlieue de Dallas.

## Histoire
Les deux ligues formant la Ligue majeure de baseball n'utilisant pas les mêmes règles (frappeur désigné en Ligue américaine), la règle qui prévaut au cours de ces rencontres sont celles en vigueur dans la Ligue de la formation qui accueille la rencontre. On jouera ainsi selon les règles de la Ligue américaine (avec frappeur désigné) un Dodgers-Angels se jouant au Angel Stadium tandis que les lanceurs doivent passer au bâton lors d'un Angels-Dodgers se jouant au Dodger Stadium.
Ces matchs permettent d'assister à des premières, comme ce fut le cas en 2004 quand les Dodgers de Los Angeles jouèrent pour la première fois de leur histoire à Fenway Park, antre des Red Sox de Boston. Du 20 au 22 mai 2011, les Cubs de Chicago visitent à leur tour le Fenway Park de Boston, une première depuis la Série mondiale 1918, 93 ans plus tôt.
Ces rencontres sont très appréciées des fans qui remplissent alors généralement copieusement les tribunes. Plus de 100 millions de spectateurs ont assisté à ces rencontres.
À partir de 2009, le Civil Rights Game est intégré à la saison régulière comme match interligue.
Sur le modèle américain, il existe des matchs interligues dans le championnat du Japon depuis 2005.
En 2022, le frappeur désigné est instauré dans la Ligue nationale de façon permanente.
Depuis 2023, toutes les équipes de ligue opposée s'afftontent à chaque année.

## Derbys

### Derbys actuels
Les rencontres entre deux formations de la même zone géographique sont privilégiées, ainsi, on peut assister à des rencontres entre les Mets et les Yankees à New York ou les Cubs et les White Sox à Chicago, notamment. Ces derbys ont des surnoms :
- Cubs de Chicago - White Sox de Chicago (Crosstown Classic, Windy City Series ou Red Line Series)
- Reds de Cincinnati - Guardians de Cleveland (Battle of Ohio, Buckeye Series ou Ohio Cup)
- Dodgers de Los Angeles - Angels d'Anaheim (Freeway Series)
- Mets de New York - Yankees de New York (Subway Series)
- Giants de San Francisco - Athletics d'Oakland (Bay Bridge Series ou Battle of the Bay Area)
- Padres de San Diego - Mariners de Seattle (Main economic Series ou Vedder Cup)
- Cardinals de Saint-Louis - Royals de Kansas City (I-70 Series)
- Marlins de la Floride - Rays de Tampa Bay (Citrus Series)
- Brewers de Milwaukee - Twins du Minnesota (Border Series, Main snowland Series ou I-94 series)
- Nationals de Washington - Orioles de Baltimore (Beltway Series)
- Pirates de Pittsburgh - Tigers de Detroit (Stanley Cup Final)
- Braves d'Atlanta - Red Sox de Boston (Divisions Est)
- Phillies de Philadelphie - Blue Jays de Toronto (Divisions Est)
- Diamondbacks de l'Arizona - Rangers du Texas (Divisions Ouest)
- Rockies du Colorado - Astros de Houston (Divisions Ouest)
- Anciens Split rivalries entre des clubs des deux divisions Est (de la Nationale ou Américaine) ou des deux divisions Ouest (de la Nationale ou Américaine) entre 2013 et 2022 :
  - Braves d'Atlanta - Red Sox de Boston (Divisions Est - Années pairs)
  - Braves d'Atlanta - Blue Jays de Toronto (Divisions Est - Années impairs)
  - Phillies de Philadelphie - Blue Jays de Toronto (Divisions Est - Années pairs)
  - Phillies de Philadelphie - Red Sox de Boston (Divisions Est - Années impairs)
  - Diamondbacks de l'Arizona - Rangers du Texas (Divisions Ouest - Années impairs)
  - Diamondbacks de l'Arizona - Astros de Houston (Divisions Ouest - Années pairs)
  - Rockies du Colorado - Astros de Houston (Divisions Ouest - Années impairs)
  - Rockies du Colorado - Rangers du Texas (Divisions Ouest - Années pairs)

### Anciens Derbys
- Astros de Houston - Rangers du Texas (Lone Star Series - Entre 2001 et 2012)
- Phillies de Philadelphie - Orioles de Baltimore (Entre 1997 et 2005)
- Expos de Montréal - Blue Jays de Toronto (Coupe Pearson, Battle of Canada ou Bataille du Canada - Entre 1997 et 2004)

## Résultats
| Années | Victoires Ligue américaine | Victoires Ligue nationale |
| ------ | -------------------------- | ------------------------- |
| 1997   | 97                         | 117                       |
| 1998   | 114                        | 110                       |
| 1999   | 116                        | 135                       |
| 2000   | 136                        | 115                       |
| 2001   | 132                        | 120                       |
| 2002   | 123                        | 129                       |
| 2003   | 115                        | 137                       |
| 2004   | 127                        | 125                       |
| 2005   | 136                        | 116                       |
| 2006   | 154                        | 98                        |
| 2007   | 137                        | 115                       |
| 2008   | 149                        | 103                       |
| 2009   | 138                        | 114                       |
| 2010   | 134                        | 118                       |
| 2011   | 131                        | 121                       |
| 2012   | 142                        | 110                       |
| 2013   | 154                        | 146                       |
| 2014   | 163                        | 137                       |
| 2015   | 167                        | 133                       |
| 2016   | 165                        | 135                       |
| 2017   | 160                        | 140                       |
| 2018   | 142                        | 158                       |
| 2019   | 134                        | 166                       |
| 2020   | 149                        | 149                       |
| 2021   | 167                        | 133                       |
| 2022   | 152                        | 148                       |
| 2023   | 328                        | 362                       |
| 2024   | 321                        | 369                       |
| Totaux | 4 283                      | 4 059                     |

- Source : « Wins by League » sur le site officiel de la MLB.